# Дитш (книжный магазин)
Дитш (нем. Dietsch) — центральный книжный магазин в административном районе Бенрат (Дюссельдорф, Северный Рейн-Вестфалия, Германия).

## Положение
Книжный магазин Дитш расположен в центральной части Бенрата, на его главной улице (пешеходная зона) Хауптштрассе (Hauptstraße). Положение очень выгодное, учитывая важное туристское значение Бенрата в Дюссельдорфе. От вокзала Бенрата к магазину можно пройти пешком за 10 минут, или проехать автобусами 730 и 788 от вокзала до остановки Бёрхемштрассе (Börchemstraße), расположенной в 40 метрах от магазина.

## Общая характеристика
Книжный магазин Дитш является многие десятки лет семейным предприятием и одним из признанных культурных центров Бенрата. Это универсальный книжный магазин, в котором можно найти весь спектр издаваемой в Дюссельдорфе и окрестных городах художественной, краеведческой, туристской, детской, спортивной и научно-популярной литературы. Общая площадь — 300 км. метров.
Кроме торговой функции, магазин предоставляет место для проведения литературных вечеров и встреч, на которые приходят известные в Дюссельдорфе писатели и актёры и рассказывают как о своих новых книгах, планах и проектах. Особой традицией последних лет становится проведение литературных пешеходных походов в окрестностях Дюссельдорфа. Они проводятся дважды в год - весной и осенью.

## Премия 2003 года
В 2003 году во Франции проводилась знаменитая юбилейная велосипедная гонка «Тур де Франс». К столетию этого велосипедной профессиональной гонки популярное в Германии издательство Делиус Класинг Ферлаг (Delius Klasing Verlag) выпустило в свет книгу-бестселлер года (подарочное информационно-энциклопедическое издание) "100 Jahre Tour de France" и объявило конкур на лучшее оформление витрин книжных магазинов к этому событию. Книжный магазин Дитш оформил свою красочную экспозицию с включением элементов велосипедной техники. По итогам конкурса магазин получил первую премию издательства — спортивный велосипед, торжественно врученный коллективу магазина директором издательства.

## Перспективы
Перспективы развития книготорговли магазином Дитш сложные, поскольку с весны 2012 года в Бенрате планируется открыть филиал ещё одного крупного книжного магазина из Ахена.  Книжные магазины будут находиться на одной улице всего в 100 метрах друг от друга.

## Из Викиновостей
- Бенрат стремится сохранить культ книги